# Calima (banda)
Calima (o Calima Colores, como también se les conoce en algunas redes sociales en línea) es una banda formada en 2004 en la comarca del Garraf de Barcelona por integrantes y músicos de diferentes países, culturas y etnias. Su fundador, Juanlu "el Canijo", fue también cofundador e integrante de la formación Ojos de Brujo antes de emprender el proyecto Calima, dentro del cual se sitúa al frente como bajista, director y productor artístico. Con tres álbumes en el mercado, Solo Volar (Satélite K, 2012), Azul (EMI Music, 2007) y Tierra (Satélite K, 2009), Calima se despunta en la actualidad como una de las bandas españolas con más talento en la fusión musical de estilos, tales como el flamenco, el jazz, la rumba, el hip-hop o la bossa, habiendo recibido ya una nominación a los Grammy Latinos a finales de 2007, en la categoría de mejor álbum flamenco, con su trabajo debut Azul. La música de Calima suena y huele a aire Mediterráneo, a frescura, a tierra y a mar, a alegría. Las voces de artistas de la talla de Macaco, La Shica, Bebe o "La Mari" de Chambao pueden oírse en varios temas de la banda barcelonesa.

## Biografía
Calima inicia su trayectoria en septiembre de 2004 con motivo del 30.º aniversario del Mercadillo de El Pilar de la Mola de Formentera (Islas Baleares), tras cuya actuación comienzan una andadura de conciertos por diversos escenarios y festivales de música del territorio español.
B-Estival, Marató de l'Espectacle, BAF - Belles Arts Festival, MMVV - Mercat de Música Viva de Vic (Barcelona, 2005), 20º Aniversario del Mercadillo de Las Dalias (Ibiza, 2005), Festival Aguaviva Canarias (Tenerife, 2006), Akustik (2006), Festival Flamenco de Barcelona (2006), entre otros, son algunos de los escenarios que ven forjarse algunas de las canciones de su primer álbum Azul.
Editado bajo el propio sello discográfico de Calima, "Colorecords", y licenciado a EMI Music para su distribución y promoción, Azul se lanza en junio de 2007. El reconocimiento al trabajo de la banda no tarda en llegar y a tan solo a 4 meses de su salida, reciben la grata noticia de haber sido nominados a los premios Grammy Latinos, en la categoría de mejor álbum de flamenco. Azul recibe además excelentes críticas, destacando las de varios medios como La Vanguardia (Esteban Linés), El Periódico de Catalunya (Jordi Bianciotto) o Mondo Sonoro (Miguel Amorós) y es escogido como el 3ª mejor disco del 2007 por la revista Mondo Sonoro.
No menos éxitos que Azul, obtienen las actuaciones en directo de Calima durante el 2007, destacando su presencia en uno de los escaparates internacionales más importantes de la World Music, el WOMEX de Sevilla, sin dejar de lado su participación en diversos festivales, tales como el WOMAD (Gran Canaria), el Viña Rock (Albacete), Entresures (Málaga), Mercat de Música Viva de Vic (Barcelona), Etnosur (Jaén), Festival Flamenco de Barcelona y Etnival (Gerona), entre otros recitales ofrecidos.
Si hasta el 2007 había significado para Calima la participación en buena parte de los festivales de música más relevantes que se celebran en territorio español, el 2008 supone para la formación el salto al ámbito internacional, participando en no menos prestigiosos festivales a nivel europeo, entre los que cabe resaltar algunos como el Couleur Café de Bruselas (Bélgica), el Afrolatino de Bree (Bélgica), el Roots de Ámsterdam (Holanda), el Convivence de Toulouse (Francia), el Espantapitas de Berlín (Alemania) o las actuaciones ofrecidas en las ciudades de Plovdiv y Sliven dentro del programa cultural de la Embajada de España en Bulgaria.
En 2009 y sin dejar de pisar los escenarios, Calima ultiman los detalles de su segundo trabajo Tierra, que sale al mercado el 6 de junio y es presentado oficialmente en la localidad barcelonesa de Sitges, en concierto solidario en favor de la Asamblea de la Cruz Roja, compartiendo programa de actuación con Macaco.
En la producción de Tierra Calima invita nuevamente, al igual que hicieran en Azul, a músicos de etnia gitana: Todor Todorov (Bulgaria) y Bachu Khan (India Rajastán), contando también con dos colaboraciones de lujo: las voces de Bebe y "la Mari" de Chambao, además de la participación de otros artistas del panorama flamenco, cubano y jazzistico nacional: Las Migas, Raynald Colom, Dennis "el huevo", Livika, Eldys Vega "Muñeco", Dil Mastana, etc.
A lo largo de su trayectoria, Calima ha compartido escenario con artistas de la talla de Macaco, Amparanoia o Muchachito Bombo Infierno. Sus canciones han sido incluidas en dos recopilatorios: Viñarock 2007 (Maldito Records, 2007) y Rambla Rumble Rumba (EMI Music, 2007); han colaborado en el tema Ven del cuarto álbum de Amparanoia La vida te da (Vía Láctea Records / La Marmita 2006) y han editado hasta la fecha cinco videoclips: Sueña, En lo cierto, Doctrinas, Súmamela Bien y Maita Tierra.
Calima está producido y dirigido por Juanlu "el Canijo" (o "el Cani"), conocido por su trayectoria profesional como bajista, productor y compositor en el grupo Ojos de Brujo, del cual fue también cofundador junto con Dani "Macaco" y el actual guitarrista de la formación. "El Cani" ha colaborado también como bajista y compositor para diferentes artistas como Macaco (Brujo Cabicho, Delaveraverabom y La mano levantá), Amparanoia (Ven) o Nubla.

## Integrantes en 2009
- Juanlu "el Canijo" (Barcelona): bajos, cuatro, voces.
- Giner "el Negro" (Venezuela / Barcelona): voces, rap.
- Chus "el Tobalo" (Badajoz): cajón y palmas.
- David "el Rubio" (Barcelona): voces, guitarra y palmas.
- Fran "Geiaka" (Granada): percusiones hindúes y orientales.
- Afrika (Guinea Ecuatorial / País Vasco): voces.
- Eldys Vega "Muñeco" (Cuba): percusión latina, piano, guitarra.
- Diego Lezkano (Argentina): batería y percusión.
- Joao Oliveira (Brasil): guitarra eléctrica.
- Nicolas "Newspaperboy" (California, EUA): trompeta.
- Anna Furstenberg (Suecia): violín.
- Laura "la Bicha" (Barcelona): baile flamenco y palmas.
- Antonio "el Flamencorro" (Sevilla): guitarra flamenca, palmas y voces.
- Daniel da Silva "el Potrillo" (Portugal): guitarra flamenca.
- Diego Ain "Kerube": percusión brasileña.
- Laurita: clips, grafismo y visuales.

## Discografía y Trabajos

### Álbumes
- Lumbre... Canciones de Carromato (Satélite K, 2013)
- Solo Volar (Satélite K, 2012)
- Tierra (Satélite K, 2009)
- Azul (EMI Music, 2007)

### Singles (comercializados)
- Durotones, del álbum Lumbre... Canciones de Carromato (2013)
- Sabores, del álbum Solo Volar (2012)
- Maita Tierra (feat. Bebe), del álbum Tierra (2011)
- Súmamela Bien, avance del álbum Colors (2011)
- En lo cierto, del álbum Azul (2007)
- Sueña, del álbum Azul (2007)

### Recopilatorios en los que aparece
- Viñarock 2007 (Maldito Records, 2007)
- Rambla, Rumble, Rumba (EMI Music, 2007)

### Otras colaboraciones
- Ven, canción del álbum La vida te da de Amparanoia (Vía Láctea Records / La Marmita, 2006)

### Videoclips
- Durotones, del álbum Lumbre... Canciones de Carromato (2013)
- Sabores, del álbum Solo Volar (2012)
- Maita Tierra (feat. Bebe), del álbum Tierra (2011)
- Súmamela Bien (tributo a Ray Heredia), avance del álbum Colors (2011)
- Doctrinas, del álbum Tierra (2009)
- En lo cierto, del álbum Azul (2007)
- Sueña, del álbum Azul (2007)